# Meeting Areva 2018
Meeting de Paris 2018 byl lehkoatletický mítink, který se konal 30. června 2018 ve francouzském městě Paříž. Byl součástí série mítinků Diamantová liga.

## Výsledky

### Muži
| Disciplína            | 1. místo                  | 2. místo                  | 3. místo                       |
| Běh na 100 m          | Ronnie Baker 9,88         | Jimmy Vicaut 9,91         | Su Bingtian 9,91               |
| Běh na 1500 m         | Timothy Cheruiyot 3:29,71 | Ayanleh Souleiman 3:31,77 | Charles Cheboi Simotwo 3:32,61 |
| Běh na 110 m překážek | Ronald Levy 13,18         | Hansle Parchment 13,22    | Devon Allen 13,23              |
| Běh na 400 m překážek | Abderrahman Samba 46,98   | Kyron McMaster 47,54      | Karsten Warholm 48,06          |
| Skok o tyči           | Sam Kendricks 596 cm      | Armand Duplantis 590 cm   | Renaud Lavillenie 584 cm       |
| Hod diskem            | Fedrick Dacres 67,01 m    | Christoph Harting 64,80 m | Robert Urbanek 64,68 m         |

### Ženy
| Disciplína             | 1. místo                            | 2. místo                            | 3. místo                            |
| Běh na 200 m           | Shericka Jacksonová 22,05           | Jenna Prandiniová 22,30             | Marie-Josée Ta Lou 22,50            |
| Běh na 400 m           | Salvá Ajd Násirová 49,55            | Jessica Beardová 50,39              | Phyllis Francisová 50,50            |
| Běh na 800 m           | Caster Semenyaová 1:54,25 Rekord DL | Francine Niyonsabaová 1:55,86       | Ajee Wilsonová 1:57,11              |
| Běh na 3000 m překážek | Beatrice Chepkoechová 8:59,36       | Celliphine Chepteek Chespol 9:01,82 | Hyvin Kyiengová Jepkemoiová 9:03,86 |
| Skok vysoký            | Marija Lasickeneová 204 cm          | Nafissatou Thiamová 197 cm          | Julija Levčenková 197 cm            |
| Trojskok               | Caterine Ibargüenová 14,83 m        | Kimberly Williamsová 14,56 m        | Tori Franklinová 14,49 m            |
| Hod diskem             | Sandra Perkovićová 68,60 m          | Yaime Pérezová 66,55 m              | Denia Caballerová 63,13 m           |